# Гавиняно (Италия)
Вижте пояснителната страница за други значения на Гавиняно.
Гавиня̀но (на италиански: Gavignano) е село и община в Централна Италия, провинция Рим, регион Лацио. Разположено е на 404 m надморска височина. Населението на общината е 1993 души (към 2010 г.).